# La Chapelle-Bertrand
La Chapelle-Bertrand är en kommun i departementet Deux-Sèvres i regionen Nouvelle-Aquitaine i västra Frankrike. Kommunen ligger i kantonen Parthenay som tillhör arrondissementet Parthenay. År 2022 hade La Chapelle-Bertrand 456 invånare.

## Befolkningsutveckling
Antalet invånare i kommunen La Chapelle-Bertrand
| Referens: INSEE |